# Liste de sanctuaires shinto à Kyoto
Cette liste de sanctuaires shinto à Kyoto comprend un certain nombre des sanctuaires shinto qui ne représentent cependant qu'une partie des quelque 400 sanctuaires situés dans la municipalité de Kyoto et ses environs.
Le Kamo-jinja est antérieur à la fondation de Heian-kyō.
- - Kamigamo-jinja (上賀茂神社?), anciennement Kamo Wakeikaduchi (賀茂別雷神社?)[2].
  - Shimogamo-jinja (下鴨神社?), anciennement Kamo Mioya (賀茂御祖神社?)[2].

## Sanctuaires de l'époque de Heian (794–1229)
- Fushimi Inari-taisha (伏見稲荷大社, Inari-jinja?)[3].
- Hirano-jinja (平野神社?)[3]
- Imamiya-jinja (今宮神社?).
- Iwashimizu Hachiman-gū (岩清水八幡宮?)[4].
- Kitano Tenman-gū (北野天満宮, Kitano-jinja?)[4].
- Matsunoo-taisha (松尾大社?)[2].
- Nonomiya-jinja (野宮神社?)[5].
- Yasaka-jinja (八坂神社?), anciennement Gion-jinja (祇園社, Gionsha?)[2].
- Yoshida-jinja (吉田神社?)

## Sanctuaires de l'époque Momoyama (1582–1615)
- Toyokuni-jinja (豊国神社?), aussi connu sous le nom Hokoku-jinja (?)[6]

## Sanctuaires de l'époque en paix (1615 - 1869)
- Goo-jinja (護王神社?)[7] — Sangliers du sanctuaires
- Heian-jingū (平安神宮, H?)[8].
- Kenkun-jinja (建勲神社?)[9].
- Nashinoki-jinja (梨木神社?)[9].
- Shiramine-jingū (白峯神宮?)[10].

## Période moderne (depuis 1869)
- Tōgō-jinja (乃木神社?)[11].

## Sources
- Ponsonby-Fane, Richard Arthur Brabazon. (1956). Kyoto: The Old Capital of Japan, 794-1869. Kyoto: The Ponsonby Memorial Society.
- Royall Tyler. (1992). Japanese Nō Dramas. Londres : Penguin Classics.   (ISBN 0-14-044539-0 et 978-0-14-044539-8)